# Премія «Люм'єр» найкращому режисеру
Премія «Люм'єр» найкращому режисеру (фр. Prix Lumières du meilleur réalisateur) одна з премій, яку присуджує французька Академія «Люм'єр» (фр. Académie des Lumières) з 1996 року.

## Переможці та номінанти
Нижче наведено список лауреатів та номінантів премії. Імена переможців виділені окремим кольором. Позначкою ★ відмічено фільми, які отримали Премію «Люм'єр» за найкращий фільм.

### 1990-ті
| Рік       | Переможець      | Українська назва      | Оригінальна назва      |
| --------- | --------------- | --------------------- | ---------------------- |
| 1996 1-ша | Матьє Кассовітц | ★ Ненависть           | La Haine               |
| 1997 2-га | Седрік Клапіш   | Сімейна атмосфера     | Un air de famille      |
| 1998 3-тя | Люк Бессон      | П'ятий елемент        | Le Cinquième Élément   |
| 1999 4-та | Ерік Зонка      | ★ Уявне життя ангелів | La Vie rêvée des anges |

### 2000-і
| Рік        | Переможець       | Українська назва                          | Оригінальна назва               |
| ---------- | ---------------- | ----------------------------------------- | ------------------------------- |
| 2000 5-та  | Люк Бессон       | ★ Жанна д'Арк                             | Jeanne d'Arc                    |
| 2001 6-та  | Аньєс Жауї       | ★ На чужий смак                           | Le Goût des autres              |
| 2002 7-ма  | Патріс Шеро      | Інтим                                     | Intimité                        |
| 2003 8-ма  | Франсуа Озон     | 8 жінок                                   | 8 femmes                        |
| 2004 9-та  | Ален Рене        | Тільки не в губи                          | Pas sur la bouche               |
| 2005 10-та | Жан-П'єр Жене    | Довгі заручини                            | Un long dimanche de fiançailles |
| 2006 11-та | Філіпп Гаррель   | Постійні коханці                          | Les Amants réguliers            |
| 2007 12-та | Паскаль Ферран   | Леді Чаттерлей                            | Lady Chatterley                 |
| 2007 12-та | Ален Рене        | Серця                                     | Cœurs                           |
| 2007 12-та | Клод Шаброль     | Комедія влади                             | L'Ivresse du pouvoir            |
| 2007 12-та | Гійом Кане       | ★ Не кажи нікому                          | Ne le dis à personne            |
| 2007 12-та | Брюно Дюмон      | Фландрія                                  | Flandres                        |
| 2008 13-та | Абделатіф Кешиш  | Кус-кус і барабулька                      | La Graine et le Mulet           |
| 2008 13-та | Андре Тешіне     | Свідки                                    | Les Témoins                     |
| 2008 13-та | Олів'є Даан      | Життя у рожевому кольорі                  | La Môme                         |
| 2008 13-та | Джуліан Шнабель  | ★ Скафандр і метелик                      | Le Scaphandre et le Papillon    |
| 2008 13-та | Альфред Лот      | Кімната смерті                            | La Chambre des morts            |
| 2009 14-та | Франсуа Дюпейрон | Допоможи собі сам, тоді Бог тобі допоможе | Aide-toi, le ciel t'aidera      |
| 2009 14-та | Арно Деплешен    | Різдвяна казка                            | Un conte de Noël                |
| 2009 14-та | Лоран Канте      | ★ Клас                                    | Entre les murs                  |
| 2009 14-та | Жан-Франсуа Ріше | Ворог держави № 1                         | Mesrine: L'Instinct de mort     |
| 2009 14-та | Жан-Франсуа Ріше | Ворог держави №1: Легенда                 | Mesrine: L'Ennemi public n° 1   |
| 2009 14-та | Мартен Прово     | Серафіна з Санліса                        | Séraphine                       |

### 2010-ті
| Рік        | Переможець          | Українська назва                       | Оригінальна назва                           |
| ---------- | ------------------- | -------------------------------------- | ------------------------------------------- |
| 2010 15-та | Жак Одіар           | Пророк                                 | Un prophète                                 |
| 2010 15-та | Бертран Таверньє    | В електричному тумані                  | Dans la brume électrique                    |
| 2010 15-та | Анн Фонтен          | Коко до Шанель                         | Coco avant Chanel                           |
| 2010 15-та | Філіпп Льоре        | ★ Ласкаво просимо                      | Welcome                                     |
| 2010 15-та | Ксав'є Джаннолі     | Спочатку                               | À l'origine                                 |
| 2011 16-та | Роман Полянський    | Примара                                | The Ghost Writer                            |
| 2011 16-та | Ксав'є Бовуа        | ★ Про людей і богів                    | Des hommes et des dieux                     |
| 2011 16-та | Олів'є Ассаяс       | Карлос                                 | Carlos                                      |
| 2011 16-та | Матьє Амальрік      | Турне                                  | Tournée                                     |
| 2011 16-та | Жоанн Сфар          | Генсбур. Герой і хуліган               | Gainsbourg, vie héroïque                    |
| 2012 17-та | Майвенн             | Паліція                                | Polisse                                     |
| 2012 17-та | Акі Каурісмякі      | Гавр                                   | Le Havre                                    |
| 2012 17-та | Мішель Азанавічус   | ★ Артист                               | The Artist                                  |
| 2012 17-та | Бертран Бонелло     | Будинок терпимості                     | L'Apollonide : Souvenirs de la maison close |
| 2012 17-та | П'єр Шоллер         | Управління державою                    | L'Exercice de l'Etat                        |
| 2013 18-та | Жак Одіар           | Іржа та кістка                         | De rouille et d'os                          |
| 2013 18-та | Ноемі Львовскі      | Камілла роздвоюється                   | Camille Redouble                            |
| 2013 18-та | Міхаель Ганеке      | ★ Кохання                              | Amour                                       |
| 2013 18-та | Леос Каракс         | Корпорація «Святі мотори»              | Holy Motors                                 |
| 2013 18-та | Сиріл Меннегун      | Луїза Віммер                           | Louise Wimmer                               |
| 2014 19-та | Абделатіф Кешиш     | ★ Життя Адель                          | La Vie d'Adèle – Chapitres 1 & 2            |
| 2014 19-та | Бертран Таверньє    | Набережна Орсе                         | Quai d'Orsay                                |
| 2014 19-та | Альбер Дюпонтель    | 9 місяців суворого режиму              | 9 mois ferme                                |
| 2014 19-та | Жиль Бурдо          | Ренуар. Останнє кохання                | Renoir                                      |
| 2014 19-та | Мішель Ґондрі       | Піна днів                              | L'Ecume des jours                           |
| 2014 19-та | Ребекка Злотовськи  | Гранд Централ. Атомне кохання          | Grand Central                               |
| 2015 20-та | Абдеррахман Сіссако | ★ Тімбукту                             | Timbuktu                                    |
| 2015 20-та | Люка Бельво         | Не його стиль                          | Pas son genre                               |
| 2015 20-та | Бертран Бонелло     | Святий Лоран. Страсті великого кутюр'є | Saint Laurent                               |
| 2015 20-та | Бенуа Жако          | 3 серця                                | 3 cœurs                                     |
| 2015 20-та | Седрік Кан          | Дике життя                             | Vie sauvage                                 |
| 2015 20-та | Селін Ск'ямма       | Дівоцтво                               | Bande de filles                             |
| 2016 21-ша | Арно Деплешен       | ★ Три спогади моєї юності              | Trois souvenirs de ma jeunesse              |
| 2016 21-ша | Філіпп Гаррель      | У тіні жінок                           | L'Ombre des femmes                          |
| 2016 21-ша | Ксав'є Джаннолі     | Маргарита                              | Marguerite                                  |
| 2016 21-ша | Катрін Корсіні      | Тепла пора року                        | La Belle Saison                             |
| 2016 21-ша | Майвенн             | Мій король                             | Mon roi                                     |
| 2016 21-ша | Жак Одіар           | Діпан                                  | Dheepan                                     |
| 2017 22-га | Пол Верговен        | ★ Вона                                 | Elle                                        |
| 2017 22-га | Бертран Бонелло     | Ноктюрама                              | Nocturama                                   |
| 2017 22-га | Стефан Брізе        | Життя                                  | Une Vie                                     |
| 2017 22-га | Ален Гіроді         | Стояти рівно                           | Rester vertical                             |
| 2017 22-га | Альберт Серра       | Смерть Людовика XIV                    | La Mort de Louis XIV                        |
| 2017 22-га | Леа Фенер           | Людожери                               | Les Ogres                                   |
| 2018 23-тя | Робен Кампійо       | ★ 120 ударів на хвилину                | 120 battements par minute                   |
| 2018 23-тя | Мішель Азанавічус   | Молодий Годар                          | Le Redoutable                               |
| 2018 23-тя | Матьє Амальрік      | Барбара                                | Barbara                                     |
| 2018 23-тя | Філіпп Гаррель      | Коханець на день                       | L'Amant d'un jour                           |
| 2018 23-тя | Ален Гоміс          | Фелісіте                               | Félicité                                    |
| 2018 23-тя | Лоран Канте         | Майстерня                              | L'Atelier                                   |
| 2019 24-та | Жак Одіар           | ★ Брати Сістерс                        | Les Frères Sisters                          |
| 2019 24-та | Жанна Еррі          | Опіканець                              | Pupille                                     |
| 2019 24-та | Ксав'є Легран       | Опіка                                  | Jusqu'à la garde                            |
| 2019 24-та | Гаспар Ное          | Екстаз                                 | Climax                                      |
| 2019 24-та | П'єр Сальвадорі     | Щось не так з тобою                    | En liberté !                                |